# Kordian
Kordian oder Cordian ist ein männlicher Vorname polnischer Herkunft. Der Name wurde durch das gleichnamige Drama Kordian (1834) des polnischen Dichters Juliusz Słowacki bekannt gemacht. Er gilt als literarische Neuschöpfung. Die Herkunft ist nicht eindeutig geklärt; vermutet wird ein Bezug zum lateinischen cor, cordis („Herz“) oder eine Ableitung aus dem Französischen (corde – „Seil, Band“) im übertragenen Sinn für emotionale Bindung oder innere Stärke. Der Name erfreute sich in Polen im 19. und 20. Jahrhundert einer gewissen Beliebtheit und wird vereinzelt auch heute noch vergeben.

## Namensvarianten
In einigen deutschen und lateinischen Kontexten erscheint der Name auch in der Form Cordian, z. B. durch stilistische Anpassung an lateinische oder germanisierte Namensmuster. Diese Variante wird gelegentlich im deutschsprachigen Raum verwendet, ist aber nicht mit der originalen polnischen Form identisch, die durch Słowacki geprägt wurde.

## Mögliche Verbindung zu „Gordian“
Es besteht eine mögliche lautliche und symbolische Verbindung zum lateinischen Namen Gordianus, der durch die Sage vom gordischen Knoten bekannt wurde. Diese Verbindung ist eher spekulativ,  lässt sich aber als methaphorischer Bezug zum  »gordischen Knotens« als Symbol für ein radikale Lösung  im Kontext von Słowackis Dramas denken. 

## Namensträger
- Kordian (Drama), literarische Figur im gleichnamigen Werk von Juliusz Słowacki
- Kordian Jajszczok (* 1950), polnischer Eishockeyspieler[2]
- Kordian Klauser (* 1984), deutscher Fußballspieler[3]
- Cordian Beyer (* 1960), deutscher Biologe und Direktor des Institut für Neuroanatomie an der RWTH[4]
- Cordian Hagans (* 1989), US-amerikanischer American-Football-Spieler[5]
- Cordian Riener (* 1981), deutsch-österreichischer Mathematiker und Direktor des Lie-Størmer Center in Tromsø[6]